# Škola Malého stromu
Škola Malého stromu, anglicky The Education of Little Tree, je román ve stylu memoáru, který napsal Asa Earl Carter pod pseudonymem Forrest Carter. Poprvé byl vydán v roce 1976 nakladatelstvím Delacorte Press a zpočátku byl propagován jako autentická autobiografie popisující zážitky Forresta Cartera z mládí, které prožil u svých čerokézských prarodičů v Apalačských horách. Ukázalo se však, že kniha je literární podvod Asa Earla Cartera, člena Ku-klux-klanu z Alabamy, který se před zahájením své kariéry spisovatele silně angažoval v segregačních hnutích, a že je založena pouze na Carterových smyšlených tvrzeních. Filmová adaptace byla uvedena v roce 1997. Kniha se stala předmětem řady odborných článků, z nichž mnohé se zaměřují na mystifikaci a na vliv autorova bělošského supremacistického původu na dílo.
Kniha měla v době svého vydání určitý úspěch a přitahovala čtenáře svojí propagací environmentalismu a prostého života a také mystickým indiánským tématem. Většího úspěchu se dočkala, když ji nakladatelství University of New Mexico Press znovu vydalo v brožované podobě, a dalšího oživení zájmu se dočkala v roce 1991, kdy se dostala na seznam bestsellerů New York Times a poprvé v historii získala ocenění Kniha roku Americké asociace knihkupců (ABBY). Ve stejném roce se stala také předmětem kontroverze, když historik Dan T. Carter definitivně prokázal, že Forrest Carter byl Asa Earl Carter, což podnítilo několik dalších výzkumů jeho života. Následně vyšlo najevo, že byl členem Ku-klux-klanu, který psal projevy pro George Wallaceho. Členové Carterovy rodiny tvrdí, že měl skutečně čerokézské předky z matčiny strany.
V době své smrti v roce 1979 plánoval Carter pokračování s názvem Putování Malého stromu (The Wanderings of Little Tree).

## Děj
Přes protesty příbuzných se chlapce ujmou jeho dědeček s babičkou, kteří žijí v horách na dávném území indiánského kmene Čerokí. Babička je čistokrevná indiánka z kmene Čerokí, dědeček je napůl indián a napůl běloch, jeho předkové přišli do Ameriky ze Skotska. Babička s dědečkem odvedou chlapce do svého srubu vysoko v horách, kde žijí a živí se lovem a pěstováním plodin, zejména kukuřice. Chlapec dostává indiánské jméno Malý strom a dědeček s babičkou ho učí, jak má po vzoru Indiánů žít v souladu s přírodou, žít a nechat žít, brát jen to, co potřebuji, nic víc. Učí ho myslet jako Indiána, nikoli jako bílého muže. Malý strom pomáhá dědečkovi v jeho řemesle – pálení whisky, kterou pak ilegálně dodává do obchodu dole v osadě. Dědeček toto umění převzal od svých skotských předků. Malý strom prožije v čistém prostředí několik krásných let, naučí se mnoho z indiánské moudrosti a chce jako dědeček a babička žít v horách jako Čerokí. Šťastné období končí příchodem úředníků, kteří mají za úkol nezletilého chlapce umístit do sirotčince, protože podle platných zákonů nemůže chlapce vychovávat negramotný horal a stará indiánka. Přes babiččinu a dědečkovu snahu je Malý strom umístěn do sirotčince, provozovaného církví. Zde je Malý strom vystaven krutému zacházení ze strany církevních představitelů. Protože jeho otec a matka neuzavřeli sňatek podle amerických zákonů, ale byli spojeni obřadem Čerokíů, je nazýván bastardem, který nemůže být spasen. Malý strom je smutný, pomocí řeči stromů, větru a vzkazů, posílaných za soumraku přes Psí hvězdu, jsou babička, dědeček a jejich přítel, starý osamělý Čerokí Vrbovej John zpraveni o jeho smutku. Vrbovej John se vydá na dalekou cestu do sirotčince, kde němou, ale důraznou výhrůžkou tak dlouho znepokojuje ředitele, až je Malý strom propuštěn a může se vrátit zpět do hor. Babička a dědeček jsou již staří, po jejich smrti však Malý strom ví, že jeho škola je tou nejlepší a že již nikdy nebude opuštěný, protože ho babička a dědeček naučili rozumět přírodě a horám.